# Norra Råda-Sunnemo församling
Norra Råda-Sunnemo församling är en församling i Norra Värmlands kontrakt i Karlstads stift. Församlingen ligger i Hagfors kommun i Värmlands län och ingår i Hagfors pastorat.

## Administrativ historik
Församlingen bildades 2010 av Norra Råda församling och Sunnemo församling och utgjorde därefter till 1 januari 2016 ett eget pastorat, för att därefter ingå i Hagfors pastorat.

## Kyrkor
- Norra Råda kyrka
- Sunnemo kyrka